# Flying Tigers
Flying Tigers (De flyvende tigre) var det populære navn på den 1st American Volunteer Group (AVG) i de kinesiske flystyrker i 1941 til 1942, bestående af amerikanske frivillige, som på kinesisk side kæmpede mod japanerne.
Gruppen var angiveligt en privat militærenhed på kontrakt, hvor mandskabet var lejesoldater.
Hovedparten af personalet var tidligere United States Army Air Forces (USAAF), United States Navy (USN) og United States Marine Corps (USMC) piloter og teknisk personale, som var blevet rekrutteret med godkendelse fra de amerikanske myndigheder.
Gruppen var under kommando af general Claire Lee Chennault, som havde gjort tjeneste i den amerikanske hærs flyverkorps (USAAC) hvorfra han havde trukket sig tilbage i 1937 på grund af uoverensstemmelser med den daværende ledelse (Chennault genoptog tjenesten i den amerikanske hærs luftvåben (USAAF) i 1941). 
Flyene som gruppen anvendte var Curtiss  P-40 Warhawk-jagerfly, der var indkøbt 100 af. Den operative styrke bestod sjældent af mere end tre eskadriller på hver 20 fly. Flyene var karakteristiske ved deres påmalede hajtænder.
Tigrene var i aktion første gang den 20. december 1941, 12 dage efter det japanske angreb på Pearl Harbor. Gruppen nedskød ca. 300 fjendtlige fly med et tab på 14 egne piloter inden de i juli 1942 indgik som en enhed i U.S. Armys 23. jagergruppe.

## Kuriosum
Flying Tigers blev indspillet som film i 1942 med John Wayne og John Carroll i  hovedrollerne.